# Y-kromosoms-Adam
Y-kromosoms-Adam är den manliga motsvarigheten till Mitokondrisk Eva inom den mänskliga genetiken – den senaste förfadern från vilken alla nu levande mäns Y-kromosomer härstammar. Till skillnad från övriga kromosomer ärvs Y-kromosomen enbart på den manliga sidan från far till son, på liknande sätt som mitokondriskt DNA enbart ärvs via modern till alla hennes barn, eftersom spermiens mitokondrie-DNA finns i halsstycket. Halsstycket bryts av efter att spermiens huvud trängt genom äggskalet, tillsammans med svansen. Det könsbundna genetiska materialet (materialet på Y-kromosomen) hos män kommer i helhet från fadern som fått det från sin far.
Att Y-kromosoms-Adam är den sista manliga förfadern till alla människor om man enbart går tillbaka via den manliga sidan, far, farfar, farfars far etc är inte samma sak som senaste gemensamma förfadern till alla människor. Detta får man bara, om man även räknar med mödernesidan. Att en sådan Y-kromosoms-Adam (liksom mitokondrisk Eva) har existerat är helt säkert, vilket kan visas rent matematiskt.
Det finns alltså, och har alltid funnits (eller i alla fall lika länge som Y-kromosomen själv) en individ som kan kallas Y-kromosoms-Adam, men identiteten på denna individ har varierat över tiden. Dagens Y-kromosoms-Adam beräknas, utgående från uppskattningar om den mutationsfrekvensen i Y-kromosomen, och har ansetts ha levat för mellan 60 000 och 90 000 år sedan. Emellertid indikerar en avvikande Y-kromosom som upptäcktes år 2013 att Y-kromosoms-Adam kan ha levat för 340 000 år sedan.
Även om några av deras efterlevande uppenbarligen kände varandra väl, så är alltså denne Adam och mitokondrisk Eva, som beräknas ha levat mellan 150 000 och 200 000 år sedan, åtskilda från varandra med tusentals generationer. Baserat på DNA-analyser och jämförelser mellan nu levande människor anses både Y-kromosoms-Adam och mitokondrisk Eva ha levat i Afrika. Detta är en del av den s.k. ut ur Afrika-hypotesen.